# 2014年朝鮮民主主義人民共和國最高人民會議選舉
朝鮮民主主義人民共和國第十三屆最高人民會議選舉在2014年3月9日舉行。選舉以直選的方式決出數百個最高人民會議的代議員。是次選舉是自金正恩當上朝鮮最高領導人後首次帶領朝鮮勞動黨參選。同時，考慮到金正恩在年前12月處死朝鮮國防委員會前副委員長張成澤和他的兩名親信，外界相信金正恩會通過這場選舉除去張成澤的舊勢力，並會出現不少的人事變動。
最終，朝鮮勞動黨不出所料的成為最大黨，金正恩的部分親信成功當選，而張成澤的一些部下也成為最高人民會議的代議員。

## 背景和籌備過程
北韓的最高人民會議選舉每5年進行一次，上次是在2009年舉行。2014年1月15日，朝鲜政府公佈選舉會在同年3月9日舉行。這意味著該國最高領導人兼朝鮮勞動黨第一書記金正恩會首次率領其黨員參與選舉。1月17日，最高人民會議常任委員會宣佈成立中央選舉委員會。當中，委員長由杨亨燮出任，副委員長是金平海、秘書長為洪善玉，金英大、玄相主等10人被任命為委員。
之後，朝鲜政府開始積極宣傳，呼籲國民參與此次選舉。2月14日，朝鮮勞動黨出版社發行兩款宣傳海報—《大家都來投贊成票！》和《讓大家堅如磐石般地鞏固我們的革命主權！》，一些的人民軍士兵、工人、農民和知識份子在該國國徽和國旗為背景下投支持票。海報又附上「3月9日是最高人民會議選舉日」的字樣。一星期後，選舉委員會公佈全國687個選區的分佈。同時，住民部開始為合資格成為選民的國民進行登記，又核確全國選民的身份。
3月6日，選舉進行提名期。其中，金正恩早在2月4日已被推舉為第111號白頭山選區的候選人。據報導，提名金正恩的是其心腹崔龍海。3月7日，選舉委員會公佈687個選區的候選人名單，所有的選區也只有一名的候選人。與此同時，官方的朝鮮中央通訊社稱所有的票站也已準備就緒。

## 選舉當日
選舉於2014年3月9日星期天早上9時至下午6時進行。當日，北韓政府的喉舌《勞動新聞》發表多篇文章強調國民應為黨、祖國和人民而去投票。不少的官員也據報參與了投票，其中包括朴鳳柱、金永南和崔泰福等。至於金正恩，他則在當天來到平壤的金日成政治大學票站投票，與他隨行的妹妹金與正也投下了一票。據報導，這區的候選人是朝鮮人民軍第855部隊的指揮官金光赫。在朝鮮勞動黨革命聖地兼第111號選區白頭山，金元弘和李勇武等將領連同一眾軍人來到投票站參與選舉，這兒的候選人是金正恩。
據大選委員會的規定，所有的選民必須親自到票站投票。行動不便的長者和新入伍的士兵則可在流動票站參與選舉。中國《環球時報》的記者表示，多數的選民也穿著傳統民族服飾去投票，在完成投票後則會載歌載舞，以「庆祝代议员选举」。
大選委員會在當天提供即時投票率統計。截至中午，投票率是65.57%。下午2時，這數字攀升到90.91%。下午6時，即票站關閉時，除在海外工作的選民外，所有人也有投票。

## 結果
最終，本屆的投票率達99.97%，而參選人當選率則為100%。北韓官方並沒有公佈各黨的得票，但據各國議會聯盟分析朝鮮勞動黨是最大黨，於2月4日被提名為第111號白頭山選區的候選人，勞動黨第一書記金正恩順利當選
。當選者還有他的一些親信如人民武力部部長張正男和總政治局組織部局長金秀吉、炮兵司令員朴正天、前人民武力部長金格植、第二自然科學院院長崔春植、協助金正恩肅清張成澤的中央組織指導部第一部長趙延俊和副部長黃炳瑞、馬元春、崔輝、朴泰成以及朝鮮勞動黨統一戰線部副部長元東淵等。
被認為是張成澤心腹的駐華大使池在龍、內閣副總理盧斗哲和人民保安部長崔富日也榜上有名。但同時，張成澤的某些部下，如白世鳳、文敬德則不在當選名單之中。此外，當選人名單還可看到金正恩姑姑金敬姬的名字，考慮到上屆選舉有兩名同为金敬姬的人當選，而且張成澤被肅清，因此《朝鮮日報》表示不肯定她就是張成澤太太。此外，金正恩的兄妹，包括金正哲和金雪松等也沒有出現在名單上。下表展示是屆選舉結果：
| 聯盟                 | 政黨               | 得票率 (%) | 代議員数目 |
| -------------------- | ------------------ | ---------- | ---------- |
| 祖國統一民主主義戰線 | 朝鮮勞動黨         | 100.00%    | 607        |
| 祖國統一民主主義戰線 | 朝鮮社會民主黨     | 100.00%    | 50         |
| 祖國統一民主主義戰線 | 天道教青友黨       | 100.00%    | 22         |
| 祖國統一民主主義戰線 | 旅日朝鮮人總聯合會 | 100.00%    | 5          |
| 祖國統一民主主義戰線 | 宗教總會           | 100.00%    | 3          |
| 總計                 | 總計               | 100.00%    | 687        |
| 投票率: 99.97%       |                    |            |            |
| 資料來源:            |                    |            |            |

下表為部份當選人名單：
| 選區編號 | 選區名稱   | 當選者 | 所屬政黨       |
| -------- | ---------- | ------ | -------------- |
| 第21號   | 凱旋選區   | 杨亨燮 | 朝鮮勞動黨     |
| 第49號   | 關口選區   | 金格植 | 朝鮮勞動黨     |
| 第56號   | 銀河選區   | 崔春植 | 朝鮮勞動黨     |
| 第72號   | 三石選區   | 金平海 | 朝鮮勞動黨     |
| 第73號   | 道德選區   | 金永春 | 朝鮮勞動黨     |
| 第77號   | 奉化選區   | 金英大 | 朝鮮社會民主黨 |
| 第78號   | 銀河選區   | 崔春植 | 朝鮮勞動黨     |
| 第84號   | 鴨子選區   | 姜锡柱 | 朝鮮勞動黨     |
| 第111號  | 白頭山選區 | 金正恩 | 朝鮮勞動黨     |
| 第171號  | 收復選區   | 崔輝   | 朝鮮勞動黨     |
| 第188號  | 京義選區   | 馬元春 | 朝鮮勞動黨     |
| 第196號  | 文德選區   | 朴明哲 | 朝鮮勞動黨     |
| 第285號  | 太平路選區 | 金敬姬 | 朝鮮勞動黨     |
| 第370號  | 正方選區   | 黃炳瑞 | 朝鮮勞動黨     |
| 第377號  | 東賢選區   | 元東淵 | 朝鮮勞動黨     |
| 第452號  | 狼林選區   | 金貞淑 | 朝鮮勞動黨     |
| 第633號  | 龍北選區   | 池在龍 | 朝鮮勞動黨     |
| 第670號  | 德興選區   | 柳美英 | 天道教青友黨   |

據《朝鮮日報》統計，這次選舉有55%的候選人是首次當選，這數字比上屆高出10%。《朝鮮中央通訊社》指，當選的代議員中有軍人佔17.2%、「工廠企業工人」佔12.7%、「合作農場員」佔11.1%，婦女佔16.3%，其餘的「為黨政機關、群眾團體、科教文衛、新聞出版等各部門的優秀幹部和旅日朝鮮人總聯合會的幹部」。此外，還有30.2%的代議員曾獲得金日成勛章、金日成獎、金正日勳章或金正日獎。在學歷方面，94.2%的當選者持有大學學歷，當中91.7%具有教授和博士等學位。

## 評論
作為被評為全球最獨裁的國家，北韓舉行全國性選舉還是引起了海外傳媒的關注，包括英國的BBC、《衛報》和美國的《紐約時報》、《經濟學人》等也有報導此事。他們解釋今次的選舉所有選區也只有一名由朝鮮勞動黨議定的候選人﹔選民既不得不投票，也不得對候選人投反對票。故此，媒體一致認為這場選舉只不過是一場不民主的假選舉。
對於選舉結果，熟悉鄰國政局的南韓傳媒均稱不出意外。其中，韓聯社稱當選名單沒有出乎意料的變動，說明北韓的政局沒有因金正恩登位而出現劇變。《世界日報》分析，當選者多為50歲左右的勞動黨高級幹部。由此可見，平壤政府注重高層的新老平衡，並已進入世代交替期。韓國統一部也認為是次選舉的結果很正常。

## 資料來源
1. 1 2 3 4 5  "March Election for People's Assembly " Daliy NK 2014 1 8
2. 1 2 3 4 5 6 7  "朝代議員名單公佈 天安艦主謀再當選" （页面存档备份，存于） 《朝鮮日報》中文版 2014 3 12
3. ↑  "朝鲜开始进行第十三届最高人民会议议员选举" 朝鮮中央通訊社 2014 1 15
4. ↑  "朝鲜最高人民会议常任委员会决定成立中央选举委员会" 朝鮮中央通訊社 2014 1 17
5. ↑  "朝鲜各选区进行推荐和登记最高人民会议议员候选人工作" 朝鮮中央通訊社 2014 2 14
6. 1 2  "选举第十三届朝鲜最高人民会议议员选区和分区公布选民名单" 朝鮮中央通訊社 2014 2 22
7. ↑  "北韓人民會議選舉 提名金正恩" （页面存档备份，存于） 中央通訊社 2014 2 4
8. 1 2  "朝鲜各选区进行推荐和登记最高人民会议议员候选人工作" 朝鮮中央通訊社 2014 3 7
9. 1 2  "당과국가의책임일군들대의원선거에참가" 《勞動新聞》 2014 3 9
10. ↑  "朝媒首提金汝靜暗示其擔重任" （页面存档备份，存于） 《朝鮮日報》 2014 3 10
11. ↑  "金正恩同志访问金日成政治大学并参加最高人民会议议员选举" （页面存档备份，存于） 《勞動新聞》中文版 2014 3 10
12. ↑  "第111号白头山选区的全体军人参加投票" （页面存档备份，存于） 《勞動新聞》中文版 2014 3 10
13. 1 2  "朝鲜载歌载舞选举 街头海报:大家都来投赞成票" 《環球時報》 2014 3 10
14. 1 2  "중앙선거위 14시현재 90.91%가 투표에 참가" 《勞動新聞》 2014 3 9
15. ↑  "중앙선거위 12시현재 65.57%가 투표에 참가" 《勞動新聞》 2014 3 9
16. ↑  "Kim Chosen to Win in Military SPA District" Daliy NK 2014 2 4
17. ↑  "Kim Emerges Victorious with "100%" Election Win" （页面存档备份，存于） DailyNK 2014 3 11
18. 1 2  .   [2017-10-21]. （原始内容存档于2017-10-21）.
19. ↑  "朝鲜第13届代议员选举结束" （页面存档备份，存于） 《自由亞洲》 2014 3 12
20. ↑  "중앙선거위 최고인민회의 제13기 대의원선거결과에 대하여" 《勞動新聞》 2014 3 11
21. 1 2 3  "
최고인민회의 제13기 대의원자격심사위원회 보고" 《朝鮮中央通訊社》2014 4 9
22. 1 2 3  "North Koreans vote in rubber-stamp elections" （页面存档备份，存于） BBC News 2014 3 9
23. 1 2 3  "How North Korea's elections work " （页面存档备份，存于） The Economist 2014 3 5
24. ↑  "North Korea Uses Election To Reshape Parliament" （页面存档备份，存于） New York Times 2014 3 9
25. 1 2 3  "North Korea's Kim Jong-un elected to assembly without single vote against" （页面存档备份，存于） The Guardian 2014 3 10
26. 1 2  朝鮮代議員名單被稱“不意外” 金汝靜未出現 Archive.today的存檔，存档日期2016-05-18 《環球時報》 2014 3 12
27. ↑  崔龙海等当选代议员 韩称朝鲜政局无重大变化迹象 （页面存档备份，存于） 《中國網》 2014 3 12